# Svislatch (ville)
Svislatch (en biélorusse : Свіслач ; en łacinka : Svisłač) ou Svislotch (en russe : Свислочь ; en polonais : Świsłocz) est une ville de la voblast de Hrodna ou oblast de Grodno, en Biélorussie, et le centre administratif du raïon de Svislatch. Sa population s'élevait à 6 481 habitants en 2017.

## Géographie
Svislatch se trouve à 12 km de la frontière polonaise, à 73 km au sud de Hrodna ou Grodno, à 129 km à l'ouest de Baranavitchy et à 250 km au sud-ouest de Minsk.

## Histoire
Avant le début de la Seconde Guerre mondiale, la ville compte une communauté juive d'environ 3 000 personnes. Au début de la guerre, ce nombre est plus important car des réfugiés arrivent de Pologne.
En juillet 1941, on force les membres de la communauté juive à s'installer dans un ghetto. il.est installé dans l'ancien quartier juif au nord-ouest de la ville. On y déplace également les juifs du village de Golobudy. Le 2 novembre 1942, le ghetto est liquidé et les juifs sont déportés au camp de transit de Volkovysk où des massacres de masse eurent lieu dans le cadre de la Shoah par balles. Le reste des juifs, principalement des vieux et des malades sont assassinés dans la forêt de Visnik à l'extérieur de la ville.

## Population
Recensements (*) ou estimations de la population 
| 1816 | 1830 | 1833  | 1897* | 1914  | 1959* | 1970* | 1979* |
| ---- | ---- | ----- | ----- | ----- | ----- | ----- | ----- |
| 614  | 646  | 1 256 | 3 099 | 6 460 | 2 411 | 4 122 | 5 851 |

| 1989* | 2009* | 2012  | 2013  | 2014  | 2015  | 2016  | 2017  |
| ----- | ----- | ----- | ----- | ----- | ----- | ----- | ----- |
| 8 017 | 6 886 | 6 720 | 6 702 | 6 681 | 6 701 | 6 600 | 6 481 |